# Germán Valera Karabinaite
Germán Valera Karabinaite (nascut el 16 de març de 2002) és un futbolista espanyol que juga d'extrem dret a l'Elx CF.

## Carrera de club
Nascuda a Múrcia de mare lituana, Valera es va incorporar a la formació juvenil de l'Atlètic de Madrid el 2018, procedent del Vila-real CF. Ascendit al filial per a la temporada 2019-20, va debutar com a sènior el 24 d'agost de 2019, entrant com a substitut de la segona part en una victòria a visitant per 2-1 de Segona Divisió B contra el Marino de Luanco.
Valera va marcar el seu primer gol com a sènior el 13 d'octubre de 2019, marcant el tercer gol del seu equip en una derrota a casa per 3-0 contra el Coruxo FC. Va debutar el seu primer equip i la primera divisió el 4 de gener següent, substituint a João Félix en una victòria a casa per 2-1 davant el Llevant UE.
L'1 de febrer de 2021, Valera va renovar el seu contracte fins al 2026 i va marxar cedit al CD Tenerife de Segona Divisió per a la resta de la temporada. L'11 d'agost, va passar a la Reial Societat B de segona divisió amb un contracte de cessió d'un any.
El 25 d'agost de 2022, Valera es va incorporar al FC Andorra també al segon nivell, amb un contracte de cessió d'un any. El 8 d'agost de l'any següent, es va traslladar a l'equip de lliga del Reial Saragossa també amb un contracte temporal.
El 30 d'agost de 2024, Valera va signar un contracte de quatre anys amb el València CF a la primera categoria. El següent 3 de febrer, va ser cedit a l'Elx CF de segona divisió fins pel final de la temporada 2024-25.
El 3 de juliol de 2025, després d'ajudar l'Elx a aconseguir l'ascens a la primera divisió la temporada 2024–25, Valera va signar un contracte indefinit de dos anys amb el club.

## Carrera internacional
Elegible per jugar amb Espanya o bé amb Lituània, Valera és  internacional juvenil amb la primera selecció.